# Costa Ricas provinser
Costa Rica består av sju provinser:
| 1. | Alajuela   | (central; norr om huvudstaden San José) | Costa Ricas provinser |
| 2. | Cartago    |                                         | Costa Ricas provinser |
| 3. | Guanacaste | (nordväst)                              | Costa Ricas provinser |
| 4. | Heredia    |                                         | Costa Ricas provinser |
| 5. | Limón      | (karibiska kusten)                      | Costa Ricas provinser |
| 6. | Puntarenas | (sydväst)                               | Costa Ricas provinser |
| 7. | San José   | (området kring huvudstaden)             | Costa Ricas provinser |

Provinserna Guanacaste, Limón och Puntarenas ligger vid kusten, och de övriga fyra är inlandsprovinser.
| Provins    | Folkmängd | % av total | Befolkningstäthet (/km²) | Area   | % av total |
| ---------- | --------- | ---------- | ------------------------ | ------ | ---------- |
| San José   | 1 345 750 | 35,3%      | 271,3                    | 11 266 | 22,1%      |
| Alajuela   | 716 286   | 18,8%      | 73,4                     | 10 141 | 19,8%      |
| Cartago    | 432 395   | 11,3%      | 138,4                    | 9 754  | 19,1%      |
| Puntarenas | 357 483   | 9,4%       | 31,7                     | 9 189  | 18,0%      |
| Heredia    | 354 732   | 9,3%       | 133,5                    | 4 960  | 9,7%       |
| Limón      | 339 295   | 8,9%       | 36,9                     | 3 125  | 6,1%       |
| Guanacaste | 264 238   | 6,9%       | 26,1                     | 2 657  | 5,2%       |
| Costa Rica | 3 810 179 |            | 74,6                     | 51 092 |            |